# 코칭스태프

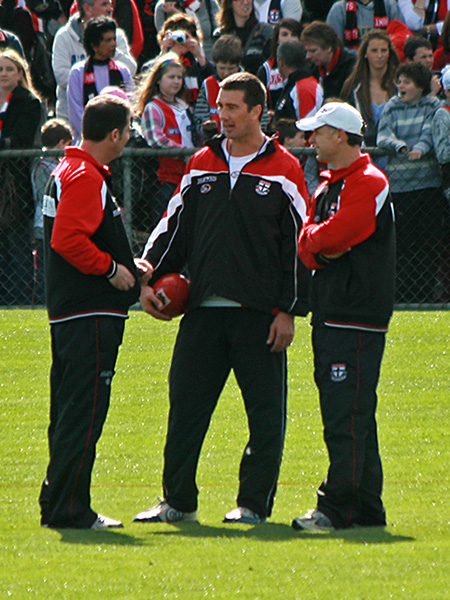
세인트킬다 풋볼 클럽의 코칭 스태프.

코칭스태프(Coaching staff)는 스포츠 팀의 구성원 중 선수들을 지도하는 사람들의 집단이다. 일반적으로 해당 팀의 감독을 중심으로 이루어지며, 한 명 이상의 코치 및 팀 닥터, 안마 치료사, 선수 트레이너, 장비 관리자 등으로 이루어진다.

## 같이 보기
- 감독
- 코치